# Hetum z Korykos

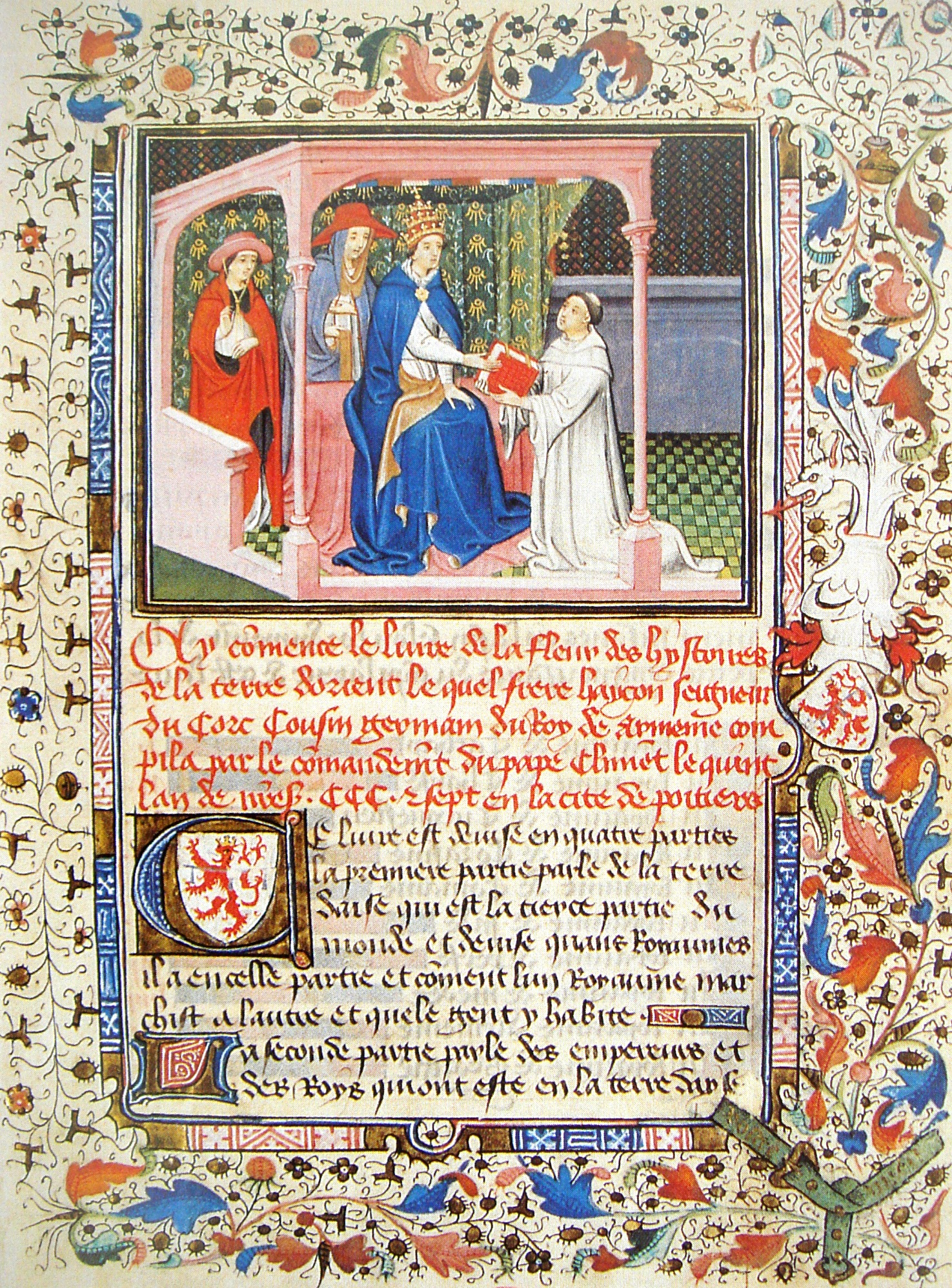
Karta z Kwiatu Historii Wschodu przedstawiająca Hetuma wręczającego papieżowi Klemensowi V pracę o Mongołach.

Hetum z Korykos (znany także jako Hayton lub Haiton) – ormiański mnich i historyk żyjący na przełomie XIII i XIV wieku. Urodził się pod koniec I połowy XIII wieku w rodzinie królewskiej rządzącej Armenią Mniejszą. Zawarte w jego dziełach opisy Wschodu miały olbrzymi wpływ na wyobrażenia Europejczyków, zdaniem części uczonych porównywalny oddziaływaniem relacji Marco Polo i Odoryka de Pordenone. Zmarł przed 1320 rokiem.

## Życiorys
Hetum był członkiem dynastii Hetumidów rządzącej od 1226 Armenią Mniejszą. Jego ojciec Oszin, rządzący miastem Korykos, był bratem króla Hetuma I i Smbata pełniącego urząd sparapeta. Hetum od najmłodszych lat miał więc styczność z polityką i prawdopodobnie przed wstąpieniem do zakonu Premonstratensów pełnił jakieś funkcje w państwie, nie wiadomo jednak dokładnie jakie. W 46 rozdziale swego największego dzieła, czyli Kwiatów Historii Wschodu, wyznaje, iż wstąpienie do zakonu było dla niego sposobem na ucieczkę od obowiązków związanych z polityką i armią. 
W 1289 roku władzę po Leonie II (w niektórych pracach numerowany jest jako trzeci władca o tym imieniu) objął Hetum II. Nowy władca nie cieszył się poparciem swego imiennika z Korykos, który najprawdopodobniej w 1293 roku wziął udział w spisku przeciwko niemu. Możliwe że opuszczenie rodzinnych stron i przeniesienie się na Cypr w 1294 roku było dla Hetuma karą za bunt przeciwko królowi. W Belapais wstąpił do zakonu Premonstratensów. Cypryjskie kroniki przedstawiają go w negatywnym świetle, pisząc iż jego działalność nie miała nic wspólnego z życiem zakonnym. Rzeczywiście, nadal brał udział w życiu politycznym, popierając Amalryka z Tyru w walce o tron cypryjski z Henrykiem II
W 1306 przybył na dwór papieski do Poitiers, gdzie agitował na rzecz uznania Amalryka prawowitym władcą Cypru i nawoływał do zorganizowania, wespół z Mongołami, nowej krucjaty. Przebywając we Francji pełnił funkcję przeora jednego z klasztorów Premonstratensów. W 1308 roku miał na krótki czas powrócić na Cypr, po czym wrócił w rodzinne strony, wiedząc że jego dawny przeciwnik, Hetum II został zamordowany rok wcześniej. W Armenii Mniejszej najprawdopodobniej porzucił obowiązki zakonne. Zmarł między 1310 a 1320 rokiem. 
Wiadomo iż miał dzieci, znamy trójkę jego synów i jedną córkę. Baldwin był gubernatorem Tarsu, Konstatnym sparapetą a Oszin w 1320 roku został regentem Armenii Mniejszej. Córka, Zabela, była żoną króla Oszina, rządzącego Cylicją od 1307 do 1320 roku.

## Twórczość
Przebywając we Francji, napisał jedną z pierwszych w średniowieczu prac o geografii i historii Wschodu. Nosiła ona tytuł La Flor des Estoires d'Orient, w tłumaczeniu na polski Kwiat Historii Wschodu. Zawierała on między innymi opis powstania Imperium mongolskiego i wojen toczonych przez koczowników z muzułmanami. Hetum skupił się szczególnie na relacjach między Armenią Mniejszą a Ilchanatem, któremu podlegała. Praca była wezwaniem łacinników do nowej wyprawy krzyżowej, prowadzonej w ścisłym sojuszu z Mongołami. 
Flor des Estoires d'Orient to jedno z najważniejszych źródeł dotyczących Bliskiego Wschodu w końcówce XIII wieku, choć autor był mocno tendencyjny i skory do naginania faktów w celu przekonania Europejczyków do projektu sojuszu z Ilchanatem i Armenią Mniejszą. Starał się o ukazanie królestwa Armenii w jak najlepszym świetle i przedstawienie Mongołów jako obrońców chrześcijaństwa, naturalnych wrogów islamu. Widać to na przykład we fragmencie poselstwie ormiańskim na dwór chana Mongke czy najeździe Hulagu na Syrię:

Chan chiał udać się do Jerozolimy aby odebrać ją Saracenom i zwrócić chrześcijanom. Król Hatum I sprzyjał temu pomysłowi i wysłał do pomocy wielką liczbę żołnierzy pieszych i konnych. Był to bowiem czas gdy Królestwo Armenii było silne, bez problemu mogło zmobilizować 12 000 konnych i 60 000 pieszych.